# Heima
Heima is een documentaire over de IJslandse band Sigur Rós en de toer die zij in 2006 in IJsland aflegde. Heima ging op 27 september 2007 in première tijdens het Reykjavík International Film Festival. Ter ondersteuning van Heima werd het dubbelalbum Hvarf/Heim in november 2007 uitgebracht.
De film laat beelden zien van openluchtconcerten, studiosessies en concerten voor een klein publiek. Heima bestaat uit twee dvd's; één met de originele documentaire en één met volledige versies van de muziek. Er bestaat ook een 'limited edition', met een fotoboek van de concertreeks.

## Opnamen

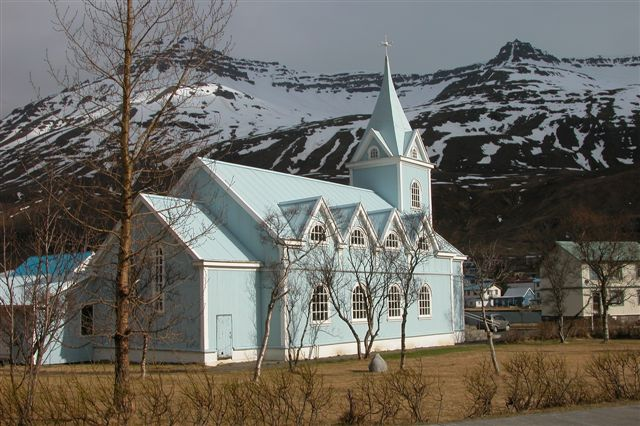
De kerk in Seyðisfjörður waar Sigur Rós op 2 augustus 2006 een concert bij hield.

Sigur Rós kreeg rond 2000 voor het eerst het idee om een film over de band te maken. Als locatie werd aanvankelijk niet eerst aan IJsland gedacht. Toen in 2004 echter het idee ontstond om concerten in IJsland te houden, werden er tegelijkertijd plannen gemaakt voor een film. De band kon niet meteen aan de film beginnen omdat het album Takk... eraan zat te komen. Ook hadden ze toen lang niet meer live gespeeld, waardoor optredens niet meteen film-waardig zouden worden. Besloten werd om de film aan het einde van de wereldwijde toer ter promotie van Takk... te maken. Er werd hulp gevraagd aan Kari Sturluson, met wie de band locaties uit ging zoeken. Samen werd er besloten om enkele concerten in de buitenlucht te houden, waardoor er voor deze concerten geen entree kon worden gevraagd. Daardoor besloot de band alle IJslandse concerten maar gratis te houden.
De toer vond plaats in de zomer van 2006. De optredens waren onaangekondigd; bezoekers wisten alleen het bestaan ervan door mond-tot-mondreclame. Alleen de optredens in Reykjavik waren publiekelijk aangekondigd. Dat gebeurde op 6 juli, waarbij ook verteld werd dat er meerdere IJslandse concerten werden aangekondigd, alleen niet waar en wanneer. Een tweede concert in Háls werd op 21 juni aangekondigd. De concerten werden gehouden in oude visfabrieken, studio's, buurthuizen, verlaten velden en grotten. De band speelde nummers van alle vier eerder uitgebrachte albums en daarnaast het niet eerder gehoorde "Gitardjamm". Acht optredens werden gefilmd, waarbij er 200 uur aan film werd verzameld. Het optreden in Reykjavik was met 25.000 mensen het grootste optreden ooit in IJsland gehouden.

## Productie
De montage van de film begon in de herfst van 2006 en werd uitgevoerd door Denni Karlsson. Hij keerde enkele weken later terug met een afgerond geheel. Het resultaat was voor de bandleden teleurstellend; zij legden de lat hoger dan wat Karlsson geproduceerd had. Georg: "We voelden ons erg ongelukkig. Ondanks dat we zelf eigenlijk geen echt beeld hadden van wat we met de film wilden, wisten we wel wat we níet wilden, en daar kwam hij mee aan. Het leek op een toeristenfilm: iets te saai en te lief. Te veel shots van natuur." Karlsson gaf het op en Sigur Rós ging zelf aan de slag met de beelden, maar kwamen tot de conclusie dat al het materiaal geen samenhang had. Ondertussen werden er gesprekken gevoerd met Dean DeBlois (bedenker en producent van Lilo & Stitch), die graag wilde collaboreren met de band. DeBlois kreeg al het materiaal opgestuurd en kwam tot de conclusie dat er nieuwe beelden bij moesten worden geschoten. In het voorjaar van 2007 ging DeBlois met de band IJsland in om natuurbeelden op te nemen. Ook ontstonden er de interviews met de bandleden, ondanks dat zij daar zich ongemakkelijk bij voelden. Sigur Rós hoopte puur op een portret van hun activiteiten op het podium en dachten dat interviews te intiem zou zijn voor de kijker. DeBlois kreeg uiteindelijk toch zijn zin en de interviews (in het Engels) werden opgenomen. DeBlois kwam ook met de titel 'Heima' ('thuis' of 'thuisland'). Editor Nick Fenton werd bij het project geroepen en samen met DeBlois werd de film in Londen en Los Angeles afgerond.
Heima werd in high-definition opgenomen en gemixt in Dolby Digital 5.1. De band wilde eigenlijk een registratie doen van een van de concerten die zij in de Takk..-toer deden vanwege de grootse ontvangst die zij vaak kregen. Toch wilden de bandleden met Heima de kijker juist een andere ervaring meegeven. Door middel van camerawerk werd er een beeld gecreëerd waarbij de kijker zelf zich op het podium waant. Ter voorbereiding van de film bekeek de band vele rock-dvd's. Als 'goede' voorbeelden noemde ze onder andere Jazz On A Summer’s Day en Pink Floyd Live In Pompeii. Positieve aspecten waren de intieme fotografie, de minimale montage en camerabeweging. De band sprak ook met enkele Europese en Amerikaanse filmmakers. Hun ideeën werden echter opzij geschoven omdat het te clichématig gevonden werd ("vulkanen, geisers en de Blue Lagoon"). Daarop koos de band een volledig IJslands team, waaronder lokale producer Finni Johansson.

## Uitgave
Op 30 juli werd de datum van uitgave aangekondigd, een trailer vrijgegeven en de titel 'Heima' bekendgemaakt. Ook was er een website voor de film gemaakt. Heima verscheen wereldwijd in verscheidende bioscopen en filmfestivals. De film werd op 27 september 2007 gedebuteerd op het Reykjavík International Film Festival. Twee dagen later was de film te zien in Athene. Bij sommige premières was Sigur Rós zelf aanwezig om een akoestische set te spelen. De eerste keer gebeurde dat op 30 oktober in Helsinki. De band kwam de film op 17 oktober ook voorstellen tijdens het Filmfestival Gent. De theaterzaal in de Vooruit was dezelfde dag nog uitverkocht. Voor de vertoning van de film speelde de band nog een set, bestaande uit drie nummers. Op 5 november 2007 werd een special edition dubbel-dvd uitgebracht van Heima. Het bevatte een boek van 116 bladzijden met fotografie van de IJslandse toer. Naast de reguliere dvd had de editie ook een tweede dvd waarop volledige versies van de nummers waren te zien. Heima werd in 2007 genomineerd voor een Edda Award in de categorie Best Cinematography and Editing.
Heima werd door de pers overwegend positief ontvangen. De film heeft op filmdatabank IMDb met een 8.6 het op twee na hoogste gemiddelde voor een documentaire ooit. Op Rotten Tomatoes heeft Heima een 'fresh'-percentage van 100%. Q Magazine gaf de film vijf sterren en beweerde dat Sigur Rós de toerfilm opnieuw heeft uitgevonden: "Centraal [in Heima] staat het IJslandse landschap: akelig mooi, en de ruige bergen en ijzige valleien zorgen voor visuele wonderen. Dit wordt totaal uitgebuit door regisseur Dean DeBlois en editor Nick Fenton met lange, langzame shots en langgerekte beelden van uitgestrekte uitzichten, zodat alles veel weg heeft van een schilderij. Sigur Rós' etheresische muziek past hier perfect bij, en de concertbeelden zijn met dezelfde intimteit gefilmd."

## Nummers
De eerste dvd bevat de film, evenals audiocommentaar van producer en manager John Best. De opnamen van Sigur Rós-optredens werden gedeeltelijk opgenomen; volledige opnamen zijn te zien op de tweede dvd. Daarop staan ook niet-uitgezonden nummers, zoals "Dauðalagið" en "Heima".

### Dvd 1
1. "Glósóli"
2. "Sé Lest"
3. "Ágætis Byrjun"
4. "Heysátan"
5. "Olsen Olsen"
6. "Von"
7. "Gítardjamm"
8. "Vaka"
9. "Á Ferð Til Breiðafjarðar Vorið 1922"
10. "Starálfur"
11. "Hoppípolla"
12. "Popplagið"
13. "Samskeyti"

### Dvd 2
1. "Glósóli"
2. "Sé Lest"
3. "Heysátan"
4. "Ágætis Byrjun"
5. "Gítardjamm"
6. "Dauðalagið"
7. "Vaka" (snæfell)
8. "Vaka" (álafoss)
9. "Starálfur"
10. "Heima"
11. "Rimur"
12. "Popplagið"
13. "Hoppípolla"
14. "Samskeyti"
15. "Von"